# Правила облачења
Правила (кодекс) облачења или дрес код је скуп правила о облачењу лица која припадају одређеној социјалној групи, раде у истој компанији, организацији, припадају истој религији или идеји.

## Одећа
Одећа је један од битних аспеката људског физичког изгледа, са значајним друштвеним значајем и поруком. Сва друштва имају своја правила облачења, при чему је већина правила припада неписаним законима, које разуме већина чланова друштва. 
Порука коју шаље одећа, може укључивати друштвену класу, приход, занимање, етничке и верске припадности, став, брачни статус, сексуалну доступност, сексуалне оријентације и сл.
На пример, ношење скупе одеће може да шаље поруку да је особа која је носи богата. Униформа говори о радном месту и организацији (војска, верска заједница, медицинска установа и сл.) 
Данас се под овим правилима типично описује скуп правила облачења која прописују одређене компаније, на пример банке, осигуравајућа друштва, државна администрација, представништва страних компанија. Обично се жели послати порука о озбиљности компаније и њених запослених, али и о дисциплини и ограничавању личних слобода (нпр. спољна температура мора бити далеко изнад 30 степени Целзијуса да би се прихватило скидање мушког сакоа...), тј. постоји ред - не може свако „да ради шта хоће“. Дрес код је нарочито присутан на местима где се долази у додир са странкама или пословним партнерима.
Данас многе компаније имају један дан у недељи, најчешће петак, када је дозвољено „лежерније“ облачење, које је такође дефинисано одговарајућим правилима.
Лежерније облачење је обично дозвољено запосленима са нижим рангом и онима који не долазе у контакт са странкама.
Правила облачења нарочито важе за менаџере који представљају компанију. Што виши ниво тим тамнија одећа.
Беспрекорна хигијена, чистоћа и уредност је нешто што се подразумева. Коса мора бити уредна а фризуре неупадљиве. Не препоручује се претеривање са парфемима и колоњским водама. Одећа мора бити чиста и испеглана. Обућа изгланцана.

## Шта је дозвољено

### Мушкарци
- елегантна одела (комплети)
- кошуље, искључиво са дугим рукавима
- манжетне и посебно горње дугме на кошуљи морају бити закопчани
- испод кошуље се препоручују уске беле мајице са кратким рукавима док се поткошуље и трегер мајице се не препоручују због оцртавања
- сакои, који се, поготову на састанцима са клијентима, никада не скидају. Изузеци су интерни састанци и скидање сакоа је дозвољено тек када највиша особа у рангу скине сако. При томе се пре скидања поставља питање присутним дамама да ли им то не смета
- елегантне ципеле
- од мушкараца се очекује да су уредно обријани и ошишани, браде и бркови морају бити фазонирани
- дужина кравате је до шнале каиша
- игла за кравату је у висини трећег дугмета кошуље, бројано одозго
- препоручене боје су тамноплава, сива, тамнобраон,

### Жене
- елегантни комплети, пристојне дужине
- елегантне ципеле, спреда затворене, позади је дозвољен каиш
- најлон чарапе су обавезне чак и на температурама преко 30 степени
- препоручене боје су тамноплава, црвенкастобраон, сива, плава, бела, тамнобраон
- каиш и чарапе треба да буду у складу са ципелама

## Шта није дозвољено

### Мушкарци
- дуксеви са неозбиљним натписима или сликама
- тренерке
- папуче
- мајице без рукава
- шорц

### Жене
- сукње или хаљине које су изнад колена
- мајице или блузе без рукава
- топови
- велики деколтеи
- ципеле са превисоким потпетицама
- откривен стомак
- провидна одећа
- доњи веш који се оцртава